# Kasi Lemmons
Kasi Lemmons (Saint Louis, 24 de febrer de 1961) és una directora i actriu de cinema estatunidenca. Ha dirigit Eve's Bayou, Dr. Hugo, La mort d'un àngel, Talk to Me, Black Nativity i la seva pel·lícula més important, Harriet, el 2019, sobre l'abolicionista Harriet Tubman. Wheeler Winston Dixon l'ha considerat «un testament permanent de les possibilitats creatives del cinema».

## Infantesa
Lemmons va néixer a Saint Louis, Missouri. Quan tenia vuit anys, els seus pares es van divorciar i ella, la seva mare i les dues germanes es van traslladar a Newton. La seva mare es va tornar a casar quan tenia nou anys. La seva passió pel cinema va arribar a una edat primerenca, va començar la seva carrera cinematogràfica com a actriu però el seu objectiu era convertir-se en directora. Segons afirma: «Volia fer quelcom més significatiu que assistir a les audicions».

## Carrera

### Interpretació
El 1979, Lemmons va fer el seu debut com a actriu al telefilm 11th Victim (1979). Va actuar amb el Boston Children's Theatre i més tard va assistir a la Tisch School of the Arts de la Universitat de Nova York, fins que es va traslladar a la Universitat de Califòrnia a Los Angeles (UCLA) per a estudiar història. Finalment, va abandonar l'UCLA i es va matricular al programa de cinema de la New School for Social Research. De nena, va obtenir el seu primer paper a la televisió en una telenovel·la local anomenada You Got a Right, un drama legal on feia d'una noia negra que s'integrava a una escola per a blancs. També ha treballat en capítols d'As the World Turns, Murder, She Wrote, The Cosby Show i ER, i pel·lícules com School Daze (1988) de Spike Lee, El petó del vampir (1988), El silenci dels anyells (1991), Candyman (1992), Hard Target (1993), Fear of a Black Hat (1993), Gridlock'd (1997) i Fins que et vaig conèixer (1997).

### Direcció
El 1997, Lemmons va dirigir la pel·lícula Eve's Bayou, protagonitzada per Samuel L. Jackson, Lynn Whitfield, Debbi Morgan, Diahann Carroll i Jurnee Smollett. La pel·lícula va tenir una bona acollida de la crítica i Lemmons va guanyar un premi Independent Spirit a la millor primera pel·lícula, així com un premi del National Board of Review pel destacat debut directorial.
El 2001, va dirigir Jackson un altre cop a La mort d'un àngel, sobre un home sense llar esquizofrènic que intenta solucionar un misteriós assassinat. El 2002, Lemmons va concebre i dirigir l'homenatge a Sidney Poitier en els 74è Premis Oscar. Poc després, es va anunciar que Lemmons dirigiria The Battle of Cloverfield, un thriller sobrenatural amb guió propi, per a Columbia Pictures. El 2007, va dirigir Talk to Me al voltant de la personalitat televisiva de l'activista Ralph Waldo «Petey» Greene Jr., interpretat per Don Cheadle. Per Talk to Me, Lemmons va rebre el NAACP Image Awards i va ser nomenada com a millor directora per l'Associació afroamericana de crítics de cinema.
Lemmons va adaptar Black Nativity per al Teatre de Broadway i va rodar-ne la pel·lícula el 2013, protagonitzada pels oscaritzats Forest Whitaker i Jennifer Hudson, així com per la candidata Angela Basset.
Lemmons va explicar durant una entrevista que considera que l'escriptura és fonamental en la seva tasca com a directora: «He estat escrivint guions cada dia durant catorze anys... Cal que escrigui guions perquè aquesta és el l'única manera en què puc escriure papers en els quals voldrà participar molta gent amb qui vull treballar».

## Vida personal
Lemmons està casada amb actor i director Vondie Curtis-Hall d'ençà 1995 i tenen quatre fills. Lemmons considera que és principalment una artista: «no em desperto cada dia pensant que sóc una dona negra perquè és massa evident, però cada dia em desperto sentint-me una artista i així ho sento».

## Filmografia

### Com a directora
| Any  | Títol              | Notes |
| ---- | ------------------ | ----- |
| 1997 | Eve Bayou          |       |
| 1998 | Dr. Hugo           |       |
| 2001 | La mort d'un àngel |       |
| 2007 | Talk to Me         |       |
| 2013 | Black Nativity     |       |
| 2019 | Harriet            |       |

### Com a actriu
| Any  | Títol                     | Funció                    | Notes                             |
| ---- | ------------------------- | ------------------------- | --------------------------------- |
| 1985 | Spenser:For Hire          | Lydia Wilson              |                                   |
| 1988 | The Equalizer             | Zandili                   |                                   |
| 1988 | School Daze               | Perry                     |                                   |
| 1988 | El petó del vampir        | Jackie                    |                                   |
| 1989 | A Man Called Hawk         | Lois                      |                                   |
| 1991 | El silenci dels anyells   | Ardelia Mapp              |                                   |
| 1991 | The Five Heartbeats       | Galeta                    |                                   |
| 1992 | Candyman                  | Bernadette "Bernie" Walsh |                                   |
| 1993 | Fear of a Black Hat       | Nina Blackburn            |                                   |
| 1993 | S'ha escrit un crim       | Paula Raynor              | Episodi: "El Supervivent"         |
| 1993 | Hard Target               | Det. Marie Mitchell       |                                   |
| 1993 | Walker, Texas Ranger      | Diane Warren              | Episodi: "Night of the Gladiator" |
| 1994 | Drop Squad                | Madonna                   |                                   |
| 1997 | Fins que et vaig conèixer | Angenelle                 |                                   |
| 2002 | ER                        | Chemo Tech                | Episodi: "És tot al vostre cap"   |
| 2012 | Disconnect                | Roberta Washington        |                                   |